# Austronibea
Austronibea is een monotypisch geslacht van straalvinnige vissen uit de familie van ombervissen (Sciaenidae).

## Soort
- Austronibea oedogenys Trewavas, 1977